# Apache CloudStack
A CloudStack egy nyílt forráskódú felhő alapú számításokat vezérlő szoftver, amellyel az Oracle VM, a KVM, a vSphere és a XenServer hypervisorokkal tud együttműködni. Saját API-ja mellett az Amazon EC2 és S3 felületeket is biztosítja.
A CloudStack-et a korábban VMOps néven működő cloud.com kezdte fejleszteni. 2010 májusában a cloud.com kiadta a forráskód nagy részét GPL licenc alatt. Nagyjából 5 százalékot tartottak meg saját licencük alatt. A cloud.com és a Citrix is támogatta az OpenStack projektet indulásakor 2010 júliusában.
A Citrix 2011. július 12-én felvásárolta a cloud.com-ot körülbelül 200 millió USD áron. 2011 augusztusában a Citrix kiadta a megmaradt kódot GPL licenc alatt. 2012 februárjában a Citrix kiadta a CloudStack 3.0 verziót, ez többek között támogatást adott az OpenStack Swift object storage-re. 2012 áprilisában a Citrix átadta a CloudStack-et az Apache Software Foundation-nak és a licencét Apache licencre cserélték. Egyidejűleg a Citrix megszakította együttműködését az OpenStack projecttel.

## Fordítás
- Ez a szócikk részben vagy egészben  a   CloudStack című angol Wikipédia-szócikk ezen változatának fordításán alapul.  Az eredeti cikk szerkesztőit annak laptörténete sorolja fel. Ez a jelzés csupán a megfogalmazás eredetét és a szerzői jogokat jelzi, nem szolgál a cikkben szereplő információk forrásmegjelöléseként.